# Hilani

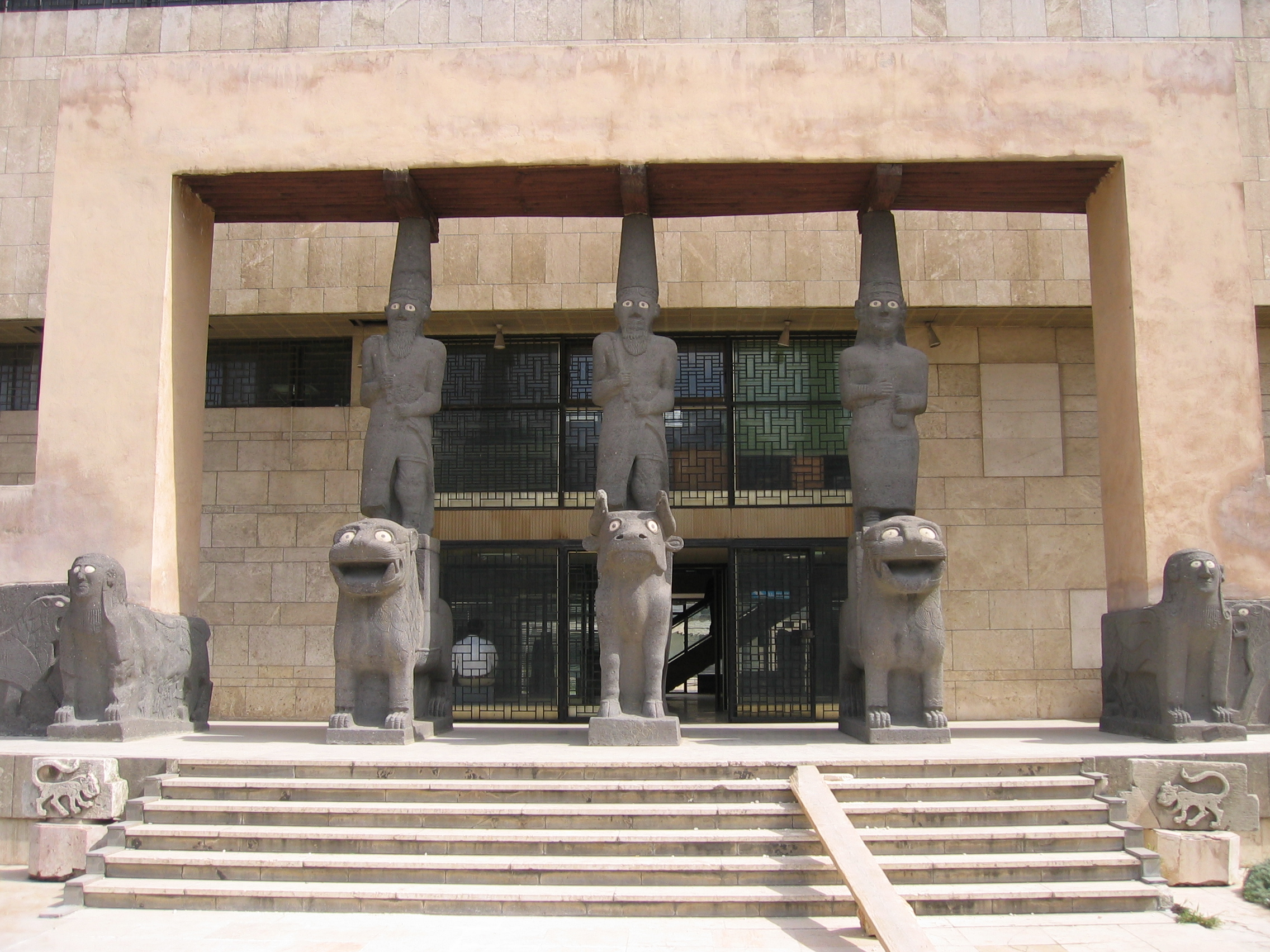
Der Eingang des Nationalmuseums von Aleppo in Syrien ist eine Rekonstruktion eines Palastes vom Tell Halaf

Hilani (Bît Hilâni, bīt ḫilāni) ist eine Gebäudeform, die etwa von 1500 v. Chr. bis zum Ende des 7. Jahrhunderts v. Chr. in Kleinasien und dem Nahen Osten vorkam. Der Terminus wurde vom hethitischen Wort „ḫilatar, ḫilannaš“ für 'Hof' abgeleitet. 
Das erste Hilanihaus erschien im 16. Jahrhundert v. Chr. im Palast der Könige von Jamchad in Alalach (Tell Açana, Südosttürkei). Hilani-Häuser gelten als Erfindung der Hurriter. In späthethitischer Zeit wurde der Hilanistil in Anatolien und Nordsyrien zu einer weit verbreiteten Architekturform: in Tell Halaf ab dem 9. Jahrhundert v. Chr. und in Tell Schech Hamad ab dem 7. Jahrhundert v. Chr. Auch im Assyrischen Reich und in Palästina (Megiddo) erhielten Paläste um diese Zeit die Form des Hilani. 
Häuser im Hilanistil bestanden aus einem zentralen Hof, der an zwei Seiten von zwei langgestreckten, parallel angeordneten rechteckigen Baukörpern begrenzt war. Die Frontseite mit dem durch Treppen, Säulen oder Reliefpfeiler geschmückten breiten Eingang zwischen den beiden Baukörpern befand sich häufig an der Längsseite des Gebäudes. Am gegenüberliegenden Ende wurde der Hof durch einen schmalen Gebäudeteil mit einer vom Hof zugänglichen Raumfolge geschlossen. Eine Treppe seitlich des Portals führte in ein Obergeschoss. 
Hilani waren selbständige Gebäude, die innerhalb eines größeren Palastkomplexes liegen konnten. Sie hatten säkulare Funktionen, wobei die Form der Eingangshalle von Tempelbauten abgeleitet worden sein dürfte.